# Heraclides de Siracusa (fill de Lisímac)
Heraclides (llatí: Heracleides, en grec antic: Ἡρακλείδης) fou un general siracusà nomenat comandant després de la primera derrota dels siracusans davant d'Atenes el 415 aC, i associat en el comandament a Hermòcrates de Siracusa i Sicà (Sicanos), investits amb plens poders, diu Diodor de Sicília. Segons Tucídides, Heràclides va atribuir la desfeta a un nombre massa gran de generals i al seu poc control sobre les tropes. El seu pare es deia Lisímac.
Tots tres van ser destituïts a l'estiu següent per no haver aconseguit frenar els progressos dels atenencs. Dels treus nous generals nomenats, un es tornà a dir Heràclides.